# الختم (السحب)
الختم أوسحب الصفائح (بالإنجليزية:  Drawing)‏ هو وسيلة من وسائل تشكيل المعادن، يستخدم في صناعة السيارات لصنع الإطارات والأجزاء الخارجية كالأبواب أو غطاء المحرك، وفي صناعة الأجهزة المنزلية كغطاء المغسلات و الثلاجات.
يختلف عن السحب العميق بكون عمق الجزء المشكل أصغر من الشعاع،

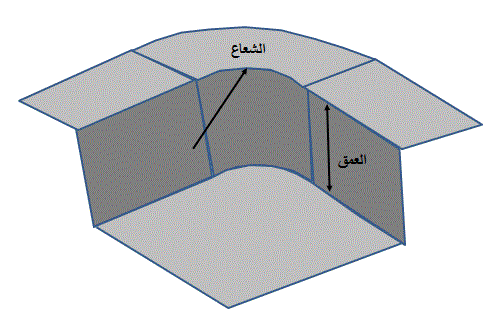

تمكن عملية الختم انطلاقا من صفيحة معدنية رقيقة، من استخراج جزء ذات شكل محدد ثلاثي الأبعاد بفضل قالبين. تشكيل الصفيحة المعدنية يتم تحت درجة حرارة اعتيادية أو مرتفعة، الشيء الذي يحدد الخاصيات الميكانيكية للجزء الناتج.

## المبدأ
المبدأ الأساسي للختم هو ما يسمى بالتطويع البلاستيكي للمعادن (plastic deformation)، أي استطالة أو انضغاط المادة بصفة نهائية.  مما يمكن من الحصول على الشكل النهائي المطلوب.

## آليات الختم

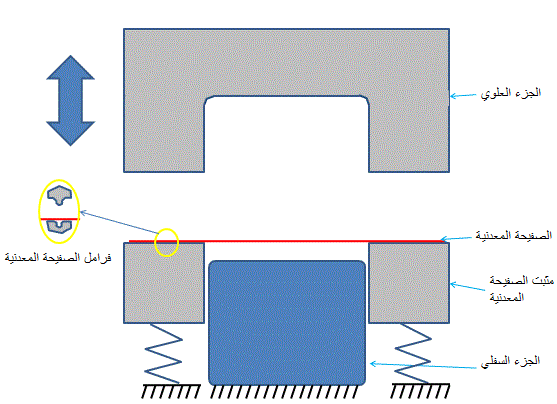

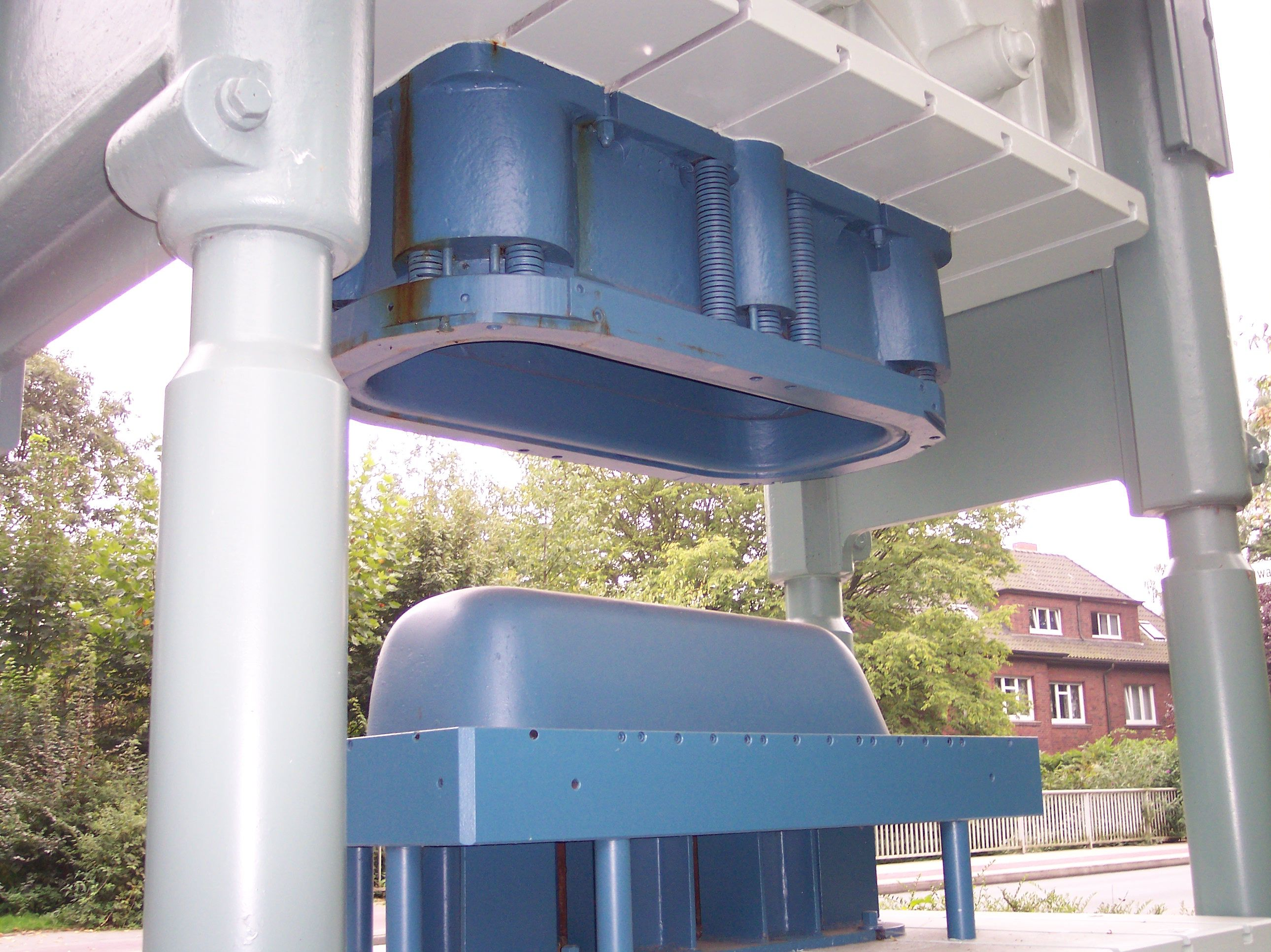

الختم يتم بواسطة آليات ذات قوة عالية، مركبة عامة من ثلاثة أجزاء رئيسية:
- الجزء السفلي: قالب مقعر أو بارز ثابت
- الجزء العلوي: قالب مقعر أو بارز (معاكس للجزء السفلي)، متحرك أفقيا
- مثبت الصفيحة المعدنية: هو الجزء الذي يحيط بالقالب البارز، عند التماسه بالقالب المقعر يثبت الصفيحة المعدنية، ليحول دون ظهور طيات عليه حين دخول الصفيحة بين القالبين. يتحرك أفقيا أيضا مع الجزء العلوي

فرامل الصفيحة المعدنية  تضاف بعض الأحيان لضبط دخول الصفيحة بين القالبين.

## المراحل
- المرحلة الأولى: الجزء العلوي في الأعلى، الصفيحة المعدنية مطروحة على مثبت الصفيحة المعدنية، أما الجزء السفلي فتابت بالأسفل.
- المرحلة الثانية: الجزء العلوي ينزل فيلتقي بمثبت الصفيحة، ليضغط على الصفيحة ثم يحمل الكل نحو الأسفل.
- المرحلة الثالثة:تشرع الصفيحة في الالتفاف حول القالب السفلي، شيئا فشيئا شكل الجزء يأخذ بالظهور.
- المرحلة الرابعة:كل الأجزاء  وصلت إلى النقطة السفلى، الشكل النهائي قد استكمل.
- المرحلة الخامسة: يرتفع الجزء العلوي ثم مثبت الصفيحة، الجزء الآن جاهز للأخذ ثم للاستعمال

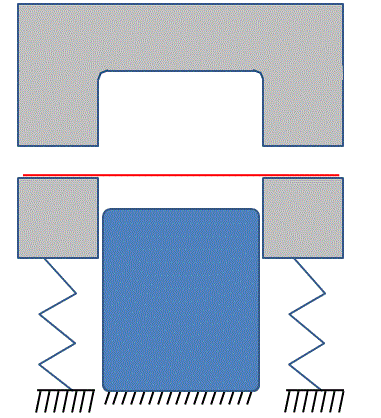
المرحلة الأولى.
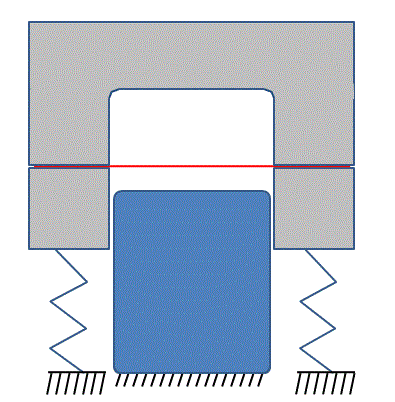
المرحلة الثانية.
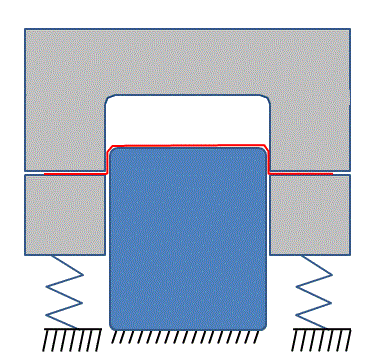
المرحلة الثالثة.
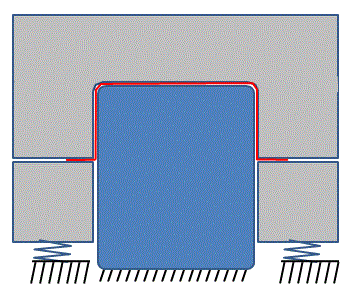
المرحلة الرابعة.
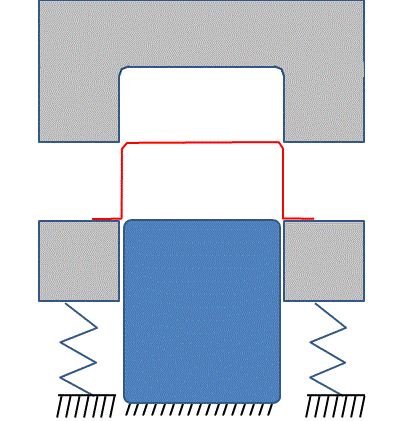
الحالة الخامسة.